# 瑞智精密
瑞智精密股份有限公司（臺證所：4532），簡稱瑞智精密或瑞智。成立於西元1989年12月19日，是一家位於臺灣的冷媒壓縮機與空氣源熱泵熱水器製造商。瑞智為全球第四大壓縮機生產廠商。母公司為家電大廠聲寶集團。主要客戶包括松下，東芝，大金，東元，日立，LG，三菱，以及自家母公司聲寶。

## 簡介
瑞智精密早期為平衡臺灣與日本貿易逆差（當時台灣壓縮機均由日本進口）、促進工業升級及建立空調關鍵零組件自主研發，由台灣家電大廠聲寶公司、泰瑞電子及大同公司等發起，於1989年12月所共同創立。
瑞智精密從事壓縮機及其配件生產及銷售，為全球第四大壓縮機生產廠商，產品主要應用於家用空調、5P以下小型商用空調、家用除濕機、家用乾衣機、空氣源熱泵熱水器等領域。產品90%應用於家用空調及家用除濕機，家用乾衣機及空氣源熱泵熱水器則為因應能源緊張而近幾年開發推出之節能產品。 
隨著環保意識之普及，在各國政策引導下，瑞智公司對於環保冷媒應用之產品，自2005年起在歐洲市場即已推出，到2009年在北美市場產品也進行了全面切換。針對高效化之DC變頻產品需求，於2008年全面推廣至中華人民共和國、日本等主要市場。

## 事件紀錄
- 1989年12月：瑞智精密成立。
- 1993年12月：台灣桃園觀音廠開始生產。
- 2001年10月：中華人民共和國TCL瑞智(惠州)廠開始生產。
- 2002年2月：中華人民共和國瑞智制冷(東莞)廠開始生產。
- 2002年9月：獲中華民國證券櫃檯買賣中心核准股票掛牌上櫃。
- 2003年8月：獲台灣證券交易所核准上櫃轉上市。
- 2004年10月：中華人民共和國瑞智精密機械(惠州)廠開始生產。
- 2005年2月：台灣桃園觀音廠擴充研磨線開始生產。
- 2006年10月：中華人民共和國瑞智(青島)精密機械廠開始生產。
- 2009年10月：DC變頻壓縮機成功導入日本市場。

## 外部連結
- 瑞智精密 （页面存档备份，存于）